# Mångstreckad fältmätare
Mångstreckad fältmätare (Costaconvexa polygrammata) är en fjärilsart som först beskrevs av Moritz Balthasar Borkhausen 1794.  Mångstreckad fältmätare ingår i släktet Costaconvexa, och familjen mätare. Arten förekommer i Götaland samt tillfälligtvis även på Gotland, Öland och Svealand. Artens livsmiljö är våtmarker, jordbrukslandskap.

## Bildgalleri

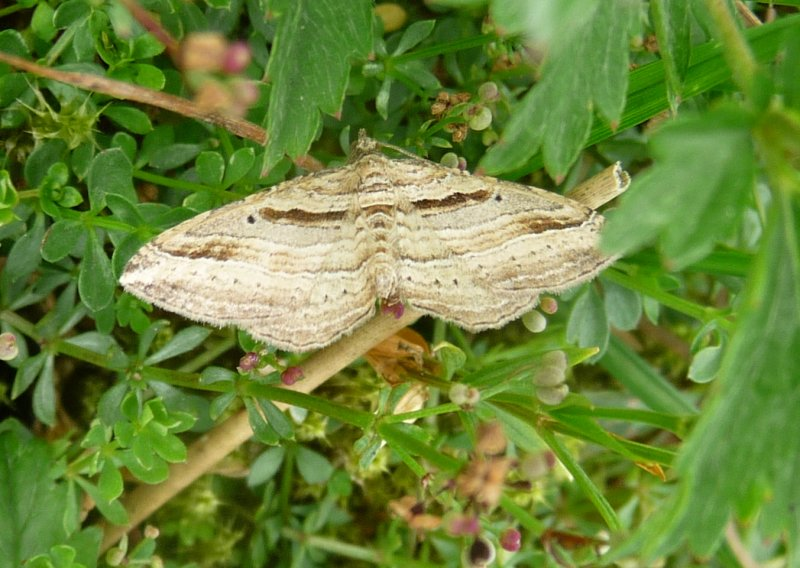
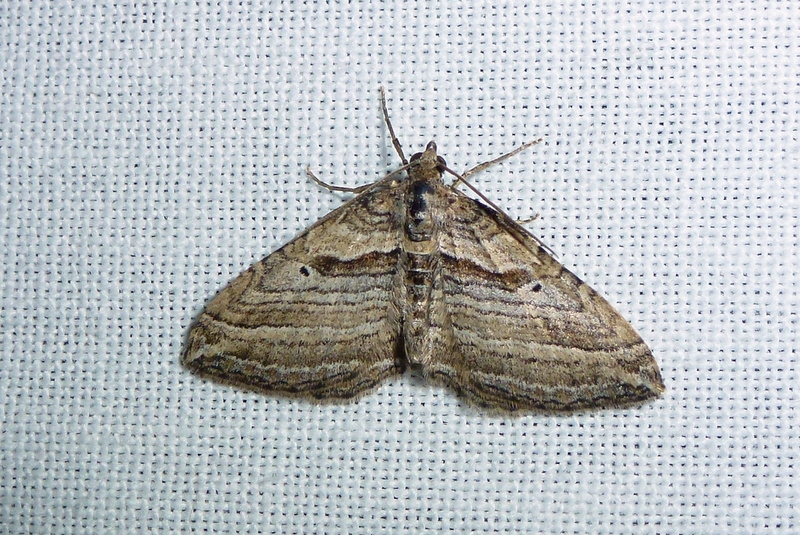
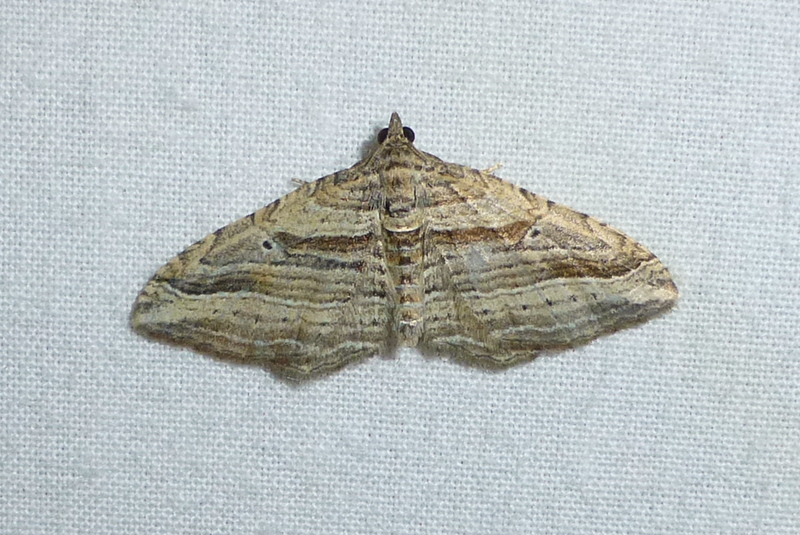
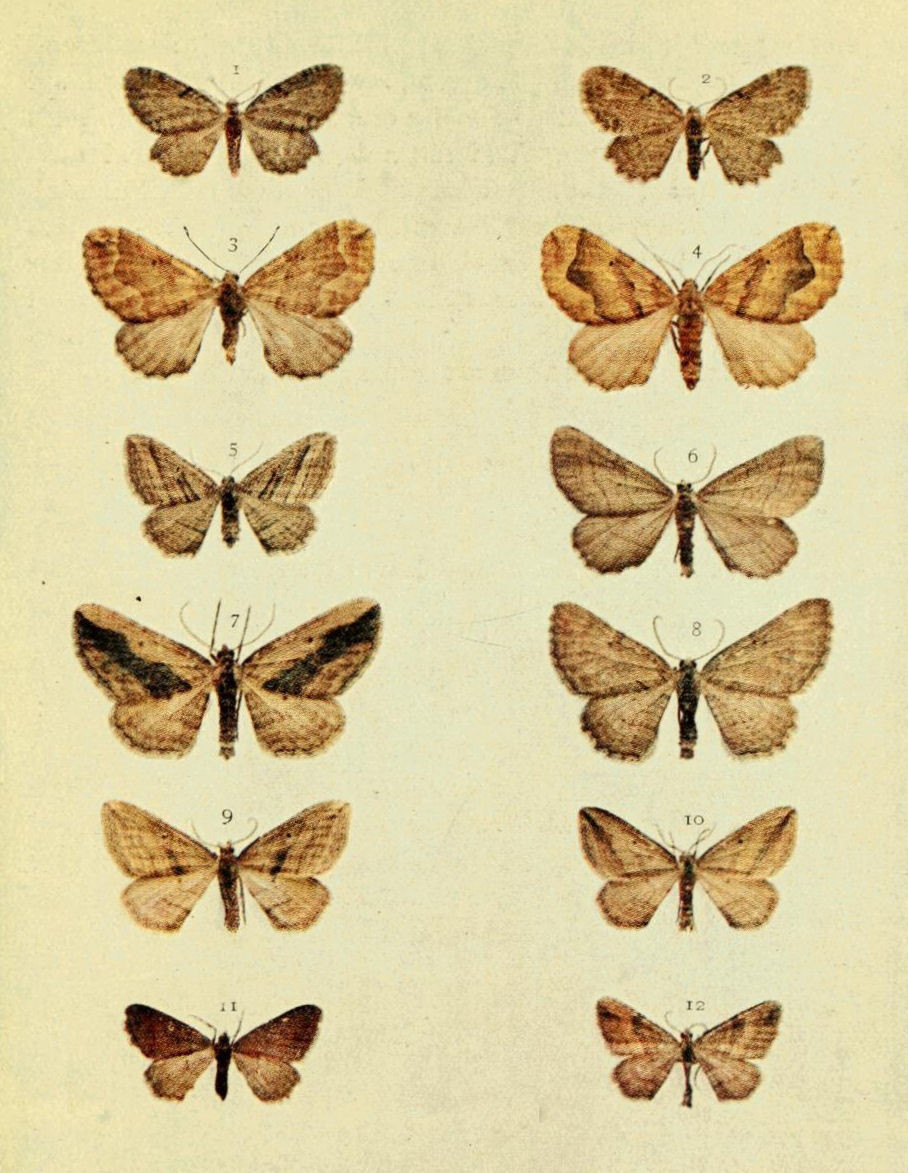